# Таос (Міссурі)
Таос (англ. Taos) — місто (англ. city) в США, в окрузі Коул штату Міссурі. Населення — 1150 осіб (2020).

## Географія
Таос розташований за координатами 38°29′45″ пн. ш. 92°4′46″ зх. д. / 38.49583° пн. ш. 92.07944° зх. д. (38.495875, -92.079453).  За даними Бюро перепису населення США в 2010 році місто мало площу 5,86 км², з яких 5,76 км² — суходіл та 0,10 км² — водойми. В 2017 році площа становила 16,80 км², з яких 16,67 км² — суходіл та 0,13 км² — водойми.

## Демографія
Згідно з переписом 2010 року, у місті мешкало 878 осіб у 331 домогосподарстві у складі 249 родин. Густота населення становила 150 осіб/км².  Було 340 помешкань (58/км²).
Расовий склад населення:
| - 98,7 % — білих - 0,5 % — корінних американців - 0,2 % — азіатів |

До двох чи більше рас належало 0,6 %. Частка іспаномовних становила 1,0 % від усіх жителів.
За віковим діапазоном населення розподілялося таким чином: 28,4 % — особи молодші 18 років, 57,6 % — особи у віці 18—64 років, 14,0 % — особи у віці 65 років та старші. Медіана віку мешканця становила 37,7 року. На 100 осіб жіночої статі у місті припадало 93,0 чоловіків;  на 100 жінок у віці від 18 років та старших — 91,8 чоловіків також старших 18 років.
Середній дохід на одне домашнє господарство  становив 74 173 долари США (медіана — 70 156), а середній дохід на одну сім'ю — 85 440 доларів (медіана — 81 250). За межею бідності перебувало 1,8 % осіб, у тому числі 0,0 % дітей у віці до 18 років та 2,9 % осіб у віці 65 років та старших.
Цивільне працевлаштоване населення становило 613 особи. Основні галузі зайнятості: освіта, охорона здоров'я та соціальна допомога — 23,7 %, публічна адміністрація — 20,2 %, виробництво — 17,1 %.